# Ippon seoi nage

Ippon seoi nage (revertido, usando el brazo izquierdo del uke).

Ippon seoi nage (本 背負投?) es una técnica de judo, una de las 19 aceptadas en el shinmeisho no waza del kodokan. Es clasificado como una técnica de proyección manual o te-waza. En la escuela Danzan-Ryu de jujutsu, este movimiento es llamado simplemente seoi nage, que en el judo es otra técnica emparentada pero ligeramente diferente.

## Ejecución
El atacante (tori) se sitúa frente al defensor (uke) y apresa el cuello de su judogi con la mano derecha y el brazo derecho del uke con la izquierda. Entonces, levantando el brazo derecho del uke y soltando la mano del cuello, el tori pasa la mano derecha bajo el brazo levantado sin soltarlo con la izquierda, flexionando el codo bajo la axila del uke y su brazo sobre su hombro. Desde esa posición, el tori hace retroceder su pie izquierdo y rota sobre el derecho para dar la espalda al rival sin soltar ambos manos de su brazo. Llegado a este punto, el tori se inclina hacia delante hasta poner su pecho paralelo al suelo, cargando el uke sobre sus espaldas, y tira del brazo apresado, haciendo que el uke caiga lateralmente de su espalda al suelo por el lado derecho.